# Castel Lerchen
Castel Lerchen (Schloss Lerchen in tedesco) si trova nel comune austriaco di Radstadt nel Distretto di Sankt Johann im Pongau appartenente al Land Salisburghese e la sua storia inizia nella seconda metà del XIII secolo.

## Storia

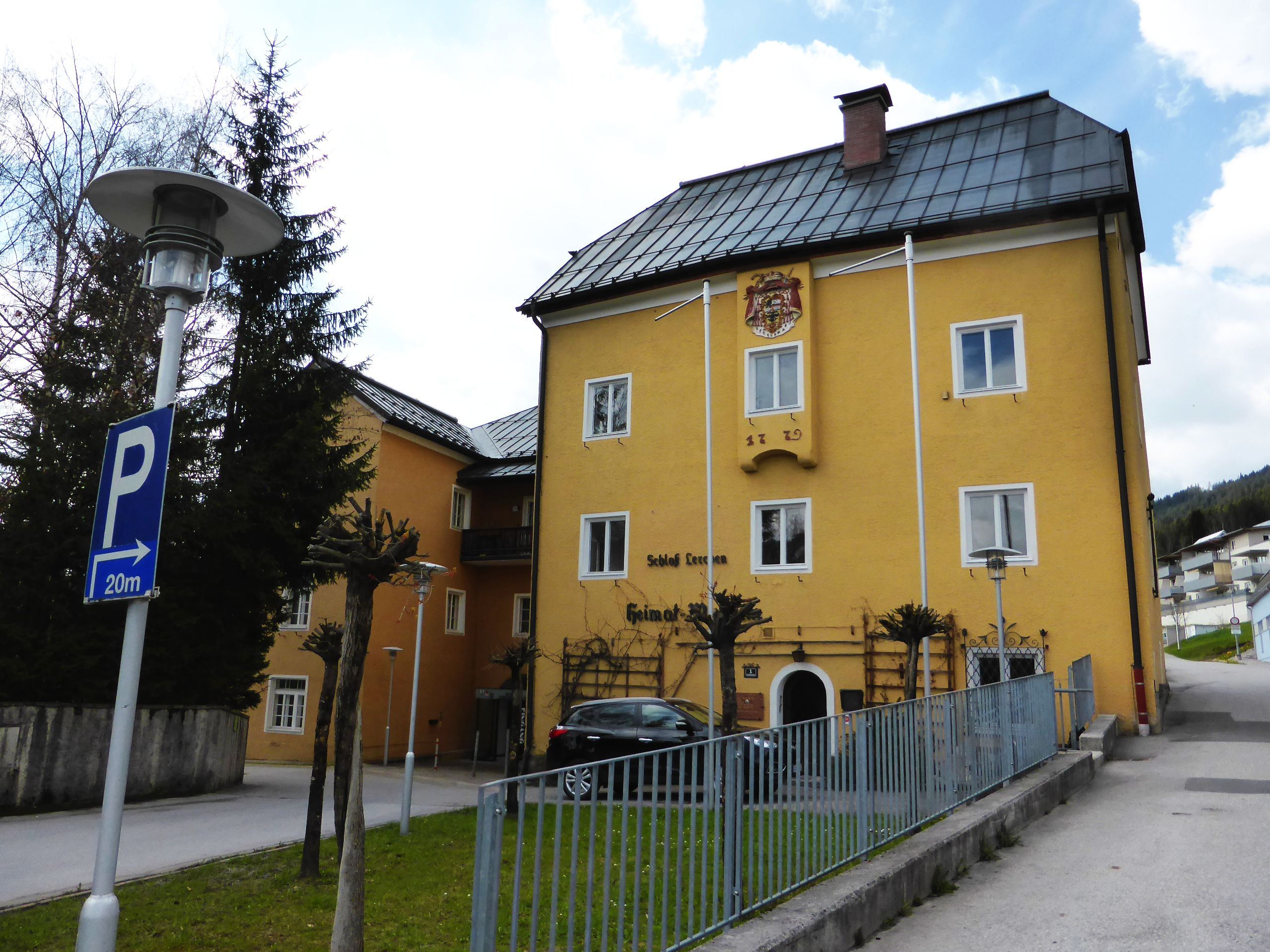
Insieme della struttura formata dal castello originale e dall'ampliamento realizzato nel XX secolo

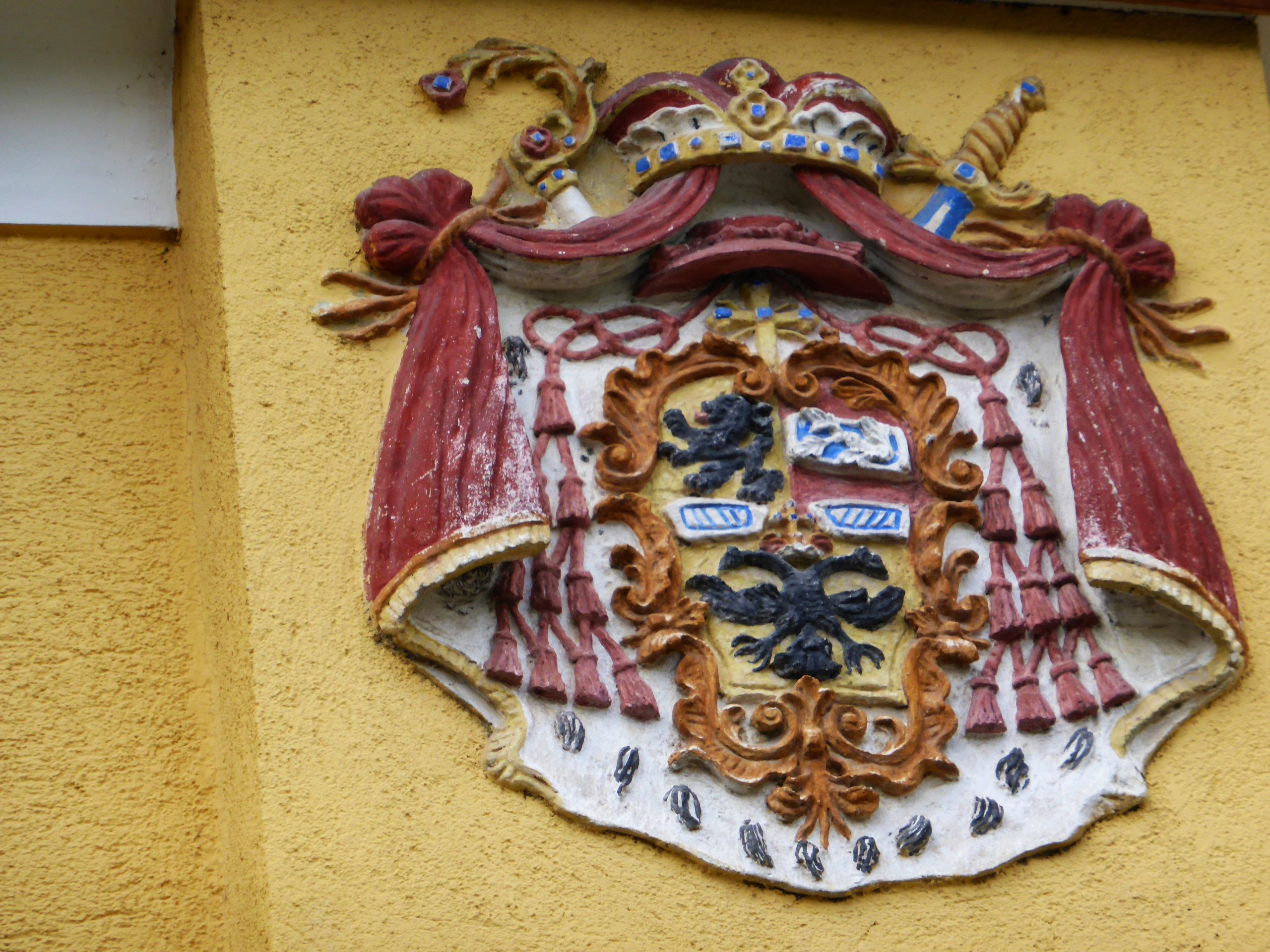
Stemma dell'arcivescovo Hieronymus von Colloredo conservato sul bovindo della facciata principale

Il castello viene citato su documenti a partire dalla seconda metà del XIII secolo. Venne saccheggiato e incendiato durante la rivolta dei contadini nel periodo compreso tra il 1525 e il 1526 poi ricostruito intorno al 1530. Fu anche una birreria. Circa un secolo più tardi ospitò per nove mesi le suore benedettine di Nonnberg che vi si ripararono per sfuggire all'epidemia di peste che aveva colpito la città di Salisburgo e nello stesso momento la proprietà passò dalla famiglia dei Wülpenhofer a Joseph Christoph Ziurletti. Seguirono altri passaggi di proprietà tra il 1695 e il 1779 e la struttura venne adattata per diventare sede della locale Woodruff (guardia forestale) e assunse l'aspetto che ci è pervenuto. Nel 1905 fu utilizzata come ospedale prima che fosse approntato il nuovo nosocomio di Santa Caterina e dal 1939 venne incamerata tra i beni del comune di Radstadt che in seguito, nel 1985, la trasformò in sede museale. Dopo gli ampliamenti che vennero realizzati tra il 1971 e il 1972 ospitò anche una casa di riposo.

## Descrizione
Il castello si trova nell'immediata periferia nord occidentale del comune austriaco di Radstadt nel Distretto di Sankt Johann im Pongau appartenente al Land Salisburghese. Nella città è tra i pochi edifici ad aver mantenuto in parte le originali caratteristiche gotiche medievali assumendo l'aspetto recente alla fine del XVIII secolo. Il palazzo originario si presenta su pianta rettangolare disposto su tre piani con copertura a spioventi metallica. Sul bovindo conservato sulla facciata principale si trova lo stemma dell'arcivescovo Hieronymus von Colloredo. Il castello è utilizzato come sede museale nella sua parte principale e come casa di riposo nell'ampliamento degli anni settanta del XX secolo.

### Museo di castel Lerchen
Il museo di castel Lerchen, aperto nel 1985, si sviluppa su tre piani.
- Nel pianterreno sono ospitate le sale che descrivono l'ambiente naturalistico regionale e i cambiamenti che si sono verificati nel corso del tempo approfondendo aspetti geologici e paesaggistici, l'era glaciale e il clima, nonché le attività di estrazione mineraria. Per i bambini c'è un tunnel avventura è progettato appositamente.[1][2][3]
- Al primo piano viene mostrata la storia della città a partire dal tempo dei romani, si ricorda il periodo delle lotte contadine del XVI secolo e si mostrano esempi di arte sacra di Radstadt.[1][2][3]
- Al secondo piano vengono presentate le principali professioni locali e il loro mutamento negli ultimi secoli. Sono conservati strumenti e attrezzature utilizzati da medici di campagna e ostetriche, dai lavoratori della ceramica locale e altre attività.[1][2][3]

### Bene architettonico tutelato
Castel Lichtenau in Austria è un bene sottoposto a tutela artistica col numero 35787.